# Bitwa pod Rogoźnem
Bitwa pod Rogoźnem miała miejsce 10 lutego 1813 między oddziałami Wielkiej Armii a korpusem rosyjskim.

## Przebieg
Korpus rosyjski Wintzingerode'a natarł na znajdujący się w Rogoźnie 4 Pułk Piechoty Legii Nadwiślańskiej z trzech kierunków: z Ryczywołu, Wągrowca i Słomowa.
Przewaga rosyjska była przygniatająca, a mimo to w zwartej kolumnie 4 Pułk wytrzymał 8 km w linii aż zaalarmowany dowódca dywizji gen. Girard ściągnął na pomoc posterunek westfalski z Obornik. Rogoźno zostało zajęte przez Rosjan, którzy stąd kierowali swój marsz, przekraczając Wartę i okrążając Poznań od strony zachodniej.